# Олександр Сохачевський
Олександр Сохачевський (справжнє ім'я Lejb Sonder  3 травня 1843 р., Ілув, Польща — 15 червня 1923 р., Бідерманнсдорф, Австрія) — польський художник єврейського походження, представник романтизму, автор серії картин, що відображають каторгу та перебування поляків у Сибіру. 
 

## Біографія
Його батьками були Szmul Sonder та Szajna Bajły, уроджена Pytel. У 1860 році він почав навчатися у Варшавській рабинській школі. Наприкінці того ж року почав вивчати живопис у Школі образотворчих мистецтв у Варшаві під керівництвом професора Юзефа Зіммлера. Він був дуже талановитим, і його роботи – вже після року навчання – можна було побачити у Казимирівському палаці у Варшаві. Олександр заробляв на життя, даючи уроки малювання, також  брав участь у патріотичних демонстраціях і співпрацював з нелегальними видавництвами періодичних видань, де, серед іншого, створював графічні дизайни.  
1 вересня 1862 року його було заарештовано за патріотичну діяльність під час хвилі арештів після невдалих спроб замаху на Олександра Вельопольського. Під час арешту він чинив опір і застрелив жандарма. Олександра Сохачевського ув'язнили у 10-му павільйоні Варшавської цитаделі. У 1863 році, після спалаху Січневого повстання, його спочатку засудили до смертної кари, а потім до 22 років заслання в Сибір. Про пом'якшення вироку він дізнався, стоячи на шибениці в очікуванні страти. Спочатку його заслали до соляних копалень у селі Усольє, а потім до Іркутська. Після повернення із заслання у1884 році, через відмову царської влади надати йому дозвіл на перебування в Польському королівстві, він оселився у Львові.  
З 1886 по 1894 рік він жив у Брюсселі. Під час перебування за кордоном він створив серію зворушливих картин, що документують його важку працю та перебування в Сибіру в період заслання після Січневого повстання, найвідоміша з яких – «Прощання з Європою», написана в 1890–1894 роках.  Ця картина має символічне значення. Художник увічнив понад сто людей, тридцять з яких є історичними постатями, вигнаними у Сибір, включаючи його самого – постать, що стоїть на прикордонному посту праворуч, дивлячись на стовп.   
Перша велика, дуже добре сприйнята виставка його робіт відбулася в Лондоні у 1895 році , а потім у Брюсселі у 1897 році. 10 серпня 1900 року у Львові відкрилася виставка картин Олександра Сохачевського під назвою «Сибір». Вона складалася з шести великих картин, а також кількох десятків тематичних етюдів та ескізів. Наступні виставки його робіт відбулися у Кракові, Будапешті та Відні у 1901 році.  
У 1913 році він виставив у Львові серію з 124 картин із сибірськими мотивами на виставці, присвяченій п'ятдесятій річниці Січневого повстання. Львівська міська рада намагалася придбати колекцію, але з емоційних та особистих причин художник відмовився її продати. Було домовлено, що Олександр Сохачевський отримуватиме довічну ренту в розмірі 4800 крон за пожертвування своїх робіт місту. Однак початок Першої світової війни та девальвація валюти призвели його до крайньої бідності.    
Олександр Сохачевський помер на самоті 15 червня 1923 року – під час лікування – у Бідерманнсдорфі поблизу Відня 
Під час Другої світової війни його картини були вивезені до Києва, а у 1956 році Міністерство культури СРСР повернуло їх до Польщі. Спочатку колекція зберігалася в Історичному музеї столичного міста Варшави (нині Музей Варшави), а потім, на сторіччя Січневого повстання, її було передано до Музею 10-го павільйону Варшавської цитаделі, заснованого у 1963 році.  

## Особисте життя
23 листопада 1884 року у Львові Олександр одружився з Розою Левенштейн, дочкою львівського рабина – Бернарда Левенштейна. Вони з дружиною виїхали до Мюнхена, але через три місяці через непорозуміння їхній шлюб розпався.  
У 1901 році він одружився з Марією, уродженою Вурм, з якою оселився у Відні. Однак цей шлюб також розпався через погане фінансове становище сім'ї. Колишня дружина та діти виїхали жити до Бельгії. 

## Нагороди
2 травня 1924 року він був посмертно нагороджений Лицарським хрестом Ордена Відродження Польщі «за заслуги в боротьбі за незалежність Польщі у повстанні 1863 року та за віддану громадську діяльність». 

## Галерея

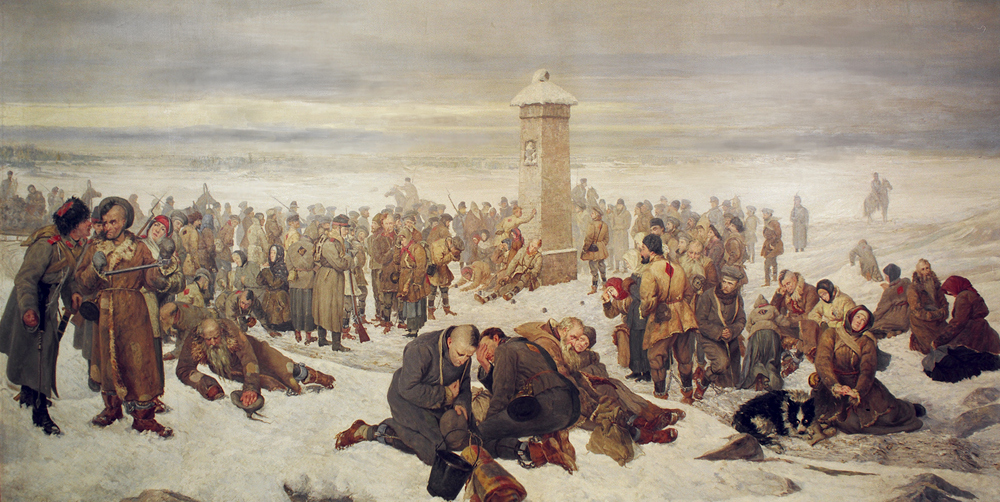
Прощання з Європою авторства Александра Сохачевського. Сам художник зображений серед засланих тут, біля обеліска, праворуч.
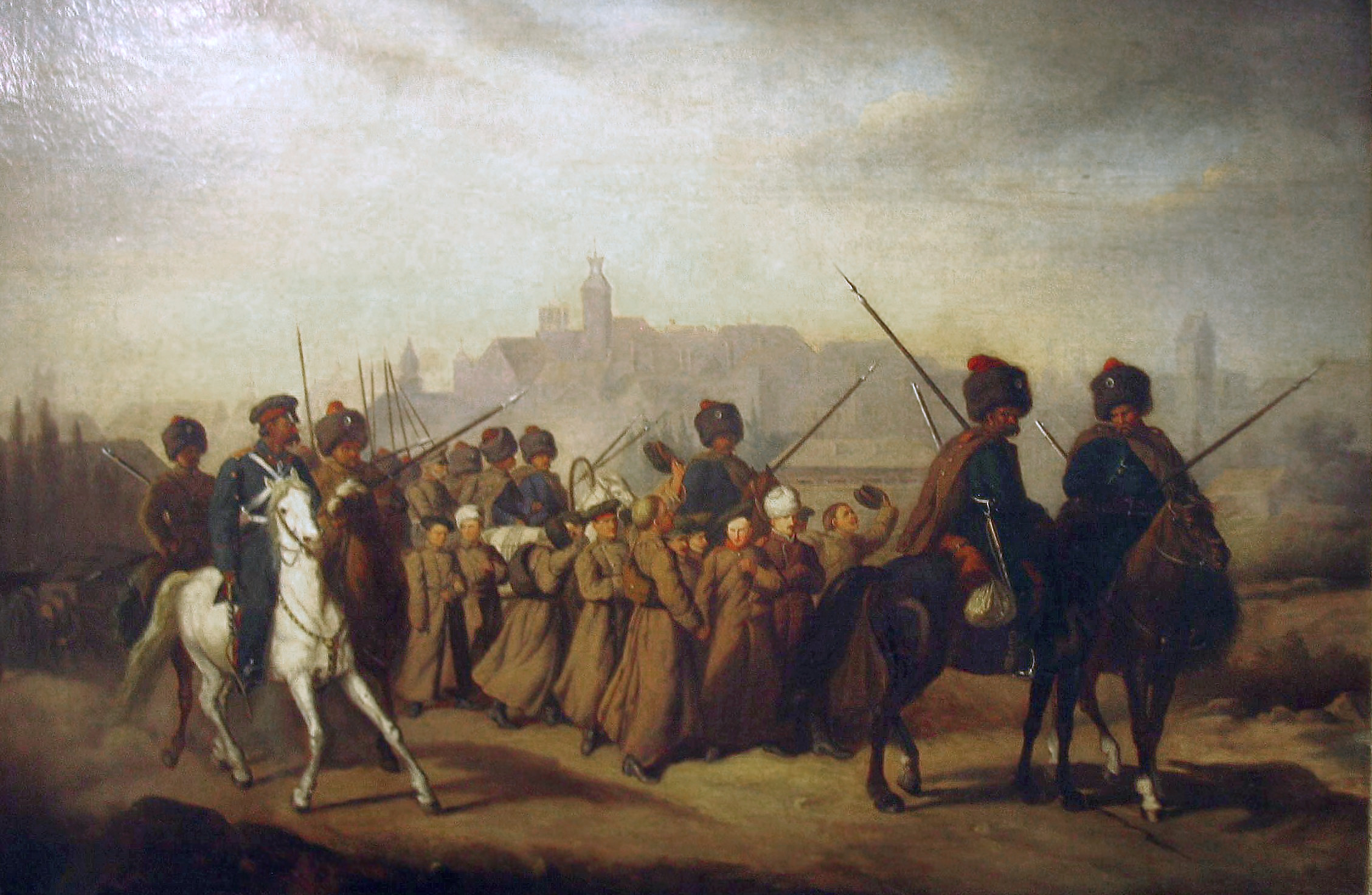
Одна з робіт Сохачевського під назвою «Бранка» (1863).
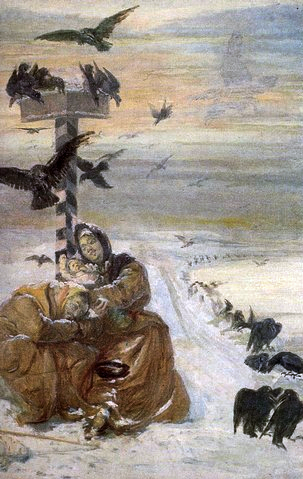
Картина, що зображує спроби засланих втекти з табору.
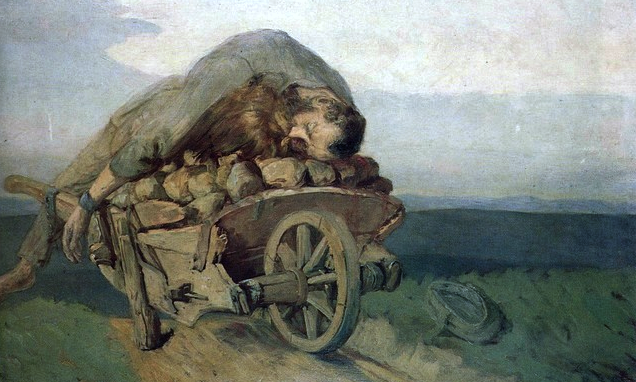
Смерть на кургані.
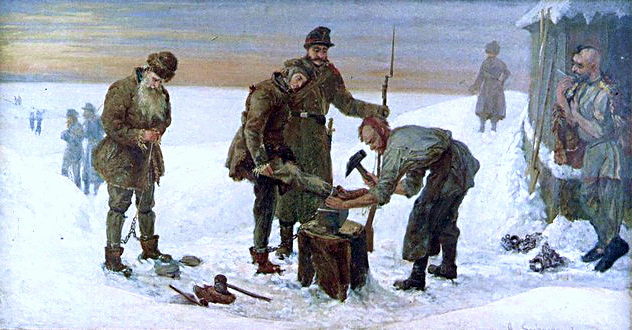
Картина Сохачевського, що зображує накладання наручників у сибірських таборах.